# Démographie du Pakistan
La démographie du Pakistan est vigoureuse depuis la création du pays en 1947. La population connait une forte croissance, malgré une baisse progressive de sa fécondité. Avec plus de 241 millions d’habitants selon le recensement de 2023, le Pakistan est le cinquième pays le plus peuplé du monde.
D'après l'Institut national d'études démographiques (INED), avec 31 ‰, le taux de natalité reste soutenu et supérieur à celui de son voisin indien (24 ‰), tandis que le taux d'accroissement naturel atteint 2,3 % annuellement, soit près de trois millions de personnes supplémentaires par an. Engagé dans une transition démographique progressive, le taux de natalité du pays baisse régulièrement mais le pays pourrait compter 340 millions d'habitants d'ici 2050.
Le Pakistan présente une importante diversité ethnique et linguistique. Le pays est toutefois relativement dominé par les Pendjabis qui comptent pour près de la moitié de la population depuis la sécession du Bangladesh en 1971. Les Sindis forment historiquement le deuxième groupe ethnique mais les Pachtounes les ont depuis dépassés, représentant environ 15 % de la population chacun. Les Saraikis, Muhadjirs et Baloutches forment les autres groupes importants.

## Historique

### Démographie et démocratie
Le Pakistan a conduit sept recensements depuis sa création en 1947. Le premier a été mené en 1951 et établissait la population du pays à 75 millions d'habitants, dont 42 millions au Pakistan oriental qui a depuis fait sécession. Les suivants ont eu lieu en 1961, 1972, 1981, respectant le caractère décanal de l'étude à l'exception de la troisième vague, en raison de la troisième guerre indo-pakistanaise, puis en 1998, 2017 et 2023.
Durant les premières années de l'histoire du pays, les débats à l'Assemblée constituante laissent entrevoir un conflit entre l'élite pendjabie montante au sein de l'armée pakistanaise et les Bengalis du Pakistan oriental qui sont majoritaires au sein de la population. La Constitution de 1956 accorde la moitié des sièges au Bengale mais elle est abrogée dès le coup d’État militaire de 1958. Les premières élections libres de 1970 accordent la majorité absolue aux Bengalis de la Ligue Awami. Conscients que la réalité démographique conjuguée au processus démocratique donnent le pouvoir aux Bengalis, les militaires refusent le transfert du pouvoir, ce qui va conduire à la sanglante guerre de libération du Bangladesh.
Selon le recensement de 2023, quelque 241,49 millions de personnes vivent au Pakistan. Depuis le dernier recensement en 2017, la population a augmenté de près de 35 millions de personnes, selon les statistiques gouvernementales. Le Premier ministre constate que la croissance démographique est bien supérieure à la croissance économique du pays.

### Enjeux ethniques
En 1998, le cinquième recensement est mené avec sept années de retard, en raison de l'instabilité politique et de la détérioration des relations entre les différentes communautés ethnolinguistiques. En effet, le recensement est un sujet sensible à divers titres. D'abord, c'est sur cette base qu'est établit le nombre de députés représentant chaque district, et les partis politiques qui ont souvent une implantation très locale sont tentés de faire augmenter la population recensée au maximum afin d'améliorer leur représentation à l'Assemblée nationale. Deuxièmement, ces recensements font apparaitre les nouveaux rapports de force entre les différentes communautés ethnolinguistiques, et peuvent montrer des émergences et des déclins d'influence. Ces conflits communautaires renvoient d'ailleurs souvent à des conflits politiques, chaque groupe étant souvent représenté par des partis différents.
Le dernier recensement a été mené en 2017, avec six années de retard, pour les mêmes raisons. Une première étude avaient été menée en 2012, mais ses résultats très contestés ont été annulés. Le gouvernement de l'époque du Parti du peuple pakistanais avait été accusé de surestimer son principal fief électoral, le Sind. À l'inverse, les représentants de la province accusent le recensement de 2017 de sous-estimer le Sind et notamment sa capitale Karachi,.

## Données démographiques

### Recensements nationaux

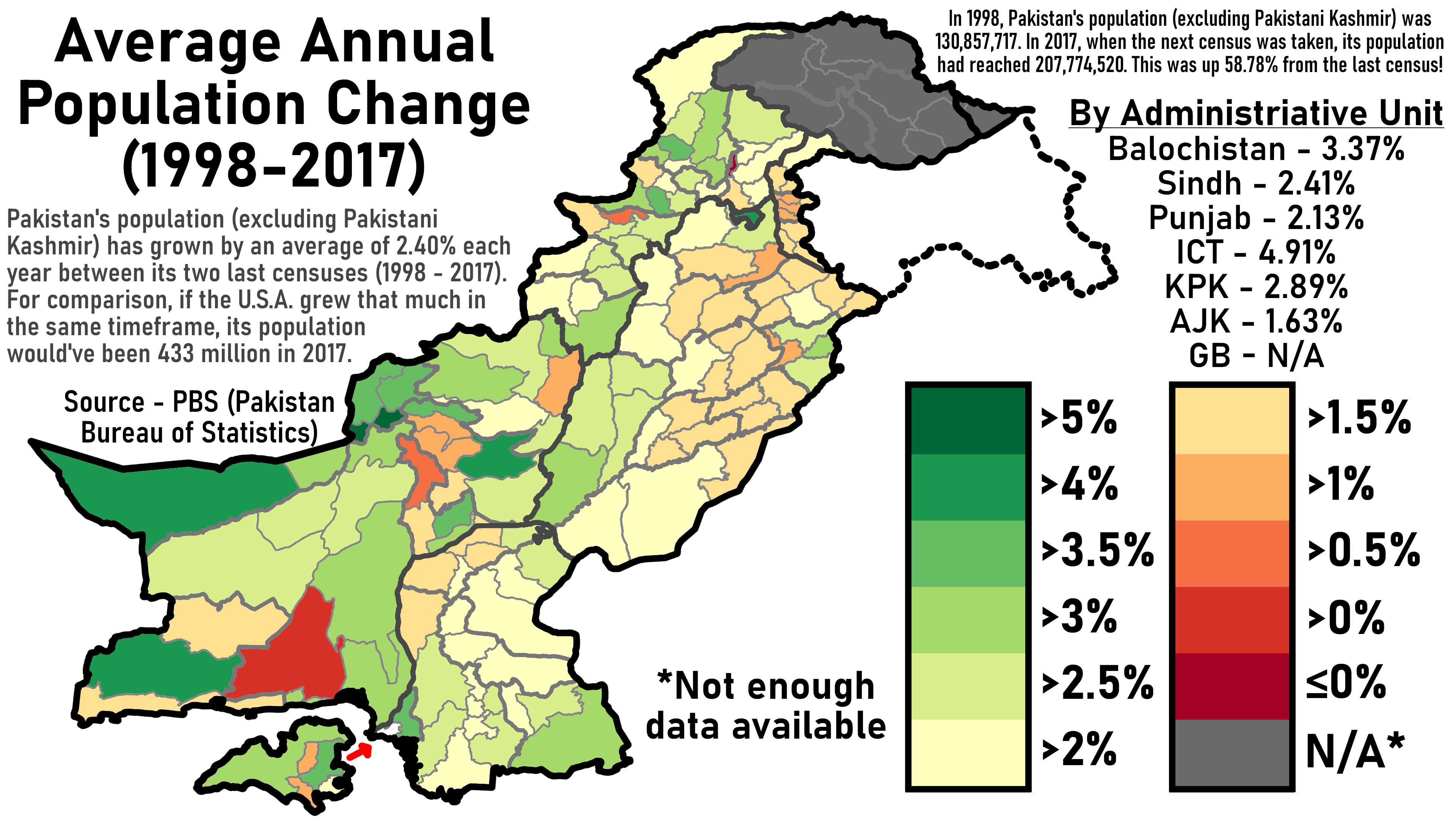
Croissance annuelle moyenne de la population entre 1998 et 2017 par district.

Les autorités pakistanaises ont conduit sept études successives depuis l'indépendance. Les données concernant le Pakistan oriental (actuel Bangladesh) ont été rétroactivement retirées pour les recensements de 1951 et 1961. De plus, l'Azad Cachemire et le Gilgit-Baltistan ne sont pas pris en compte.
| Année | Population  | Taux d'urbanisation |
| ----- | ----------- | ------------------- |
| 1951  | 33 740 000  | 17,74 %             |
| 1961  | 42 880 000  | 22,52 %             |
| 1972  | 65 309 000  | 25,41 %             |
| 1981  | 84 254 000  | 28,30 %             |
| 1998  | 132 352 000 | 32,52 %             |
| 2017  | 207 774 000 | 36,38 %             |
| 2023  | 241 499 431 | 38,88 %             |

### Données onusiennes
| Année     | Population  | Naissances | Décès     | Solde naturel | Taux de natalité (‰) | Taux de mortalité (‰) | Solde naturel (‰) | Indice de fécondité | Mortalité infantile (‰) |
| --------- | ----------- | ---------- | --------- | ------------- | -------------------- | --------------------- | ----------------- | ------------------- | ----------------------- |
| 1950-1955 | 37 542 000  | 8 234 000  | 5 280 000 | 2 954 000     | 42,2                 | 27,1                  | 15,1              | 6,60                | 250                     |
| 1955-1960 | 40 488 000  | 9 337 000  | 4 820 000 | 4 517 000     | 43,7                 | 22,6                  | 21,1              | 6,60                | 204                     |
| 1960-1965 | 44 989 000  | 10 599 000 | 4 576 000 | 6 023 000     | 44,2                 | 19,1                  | 25,1              | 6,60                | 172                     |
| 1965-1970 | 50 918 000  | 11 903 000 | 4 469 000 | 7 434 000     | 43,7                 | 16,4                  | 27,3              | 6,60                | 150                     |
| 1970-1975 | 58 142 000  | 13 320 000 | 4 507 000 | 8 825 000     | 42,6                 | 14,4                  | 28,2              | 6,60                | 137                     |
| 1975-1980 | 66 817 000  | 15 344 000 | 4 779 000 | 10 565 000    | 42,4                 | 13,2                  | 29,2              | 6,60                | 127                     |
| 1980-1985 | 78 054 000  | 17 943 000 | 5 193 000 | 12 750 000    | 42,2                 | 12,2                  | 30,0              | 6,44                | 119                     |
| 1985-1990 | 92 192 000  | 20 966 000 | 5 650 000 | 15 316 000    | 42,0                 | 11,3                  | 30,7              | 6,30                | 110                     |
| 1990-1995 | 107 648 000 | 23 130 000 | 5 978 000 | 17 152 000    | 40,0                 | 10,3                  | 29,7              | 5,96                | 101                     |
| 1995-2000 | 123 777 000 | 24 308 000 | 6 212 000 | 18 096 000    | 36,5                 | 9,3                   | 27,2              | 5,37                | 92                      |
| 2000-2005 | 142 344 000 | 25 006 000 | 6 396 000 | 18 610 000    | 33,0                 | 8,5                   | 24,5              | 4,71                | 83                      |
| 2005-2010 | 160 304 000 | 26 162 000 | 6 702 000 | 19 460 000    | 30,8                 | 7,9                   | 22,9              | 4,17                | 76                      |
| 2010-2015 | 179 425 000 | 27 983 000 | 6 902 000 | 21 081 000    | 29,5                 | 7,3                   | 22,2              | 3,78                | 68                      |
| 2015-2020 | 199 427 000 | 29 970 000 | 7 338 000 | 22 632 000    | 28,5                 | 7,0                   | 21,5              | 3,55                | 61                      |
| 2020-2025 | 220 892 000 | 30 152 000 | 7 799 000 | 22 353 000    | 26,0                 | 6,7                   | 19,3              | 3,24                | 56                      |

### Natalité

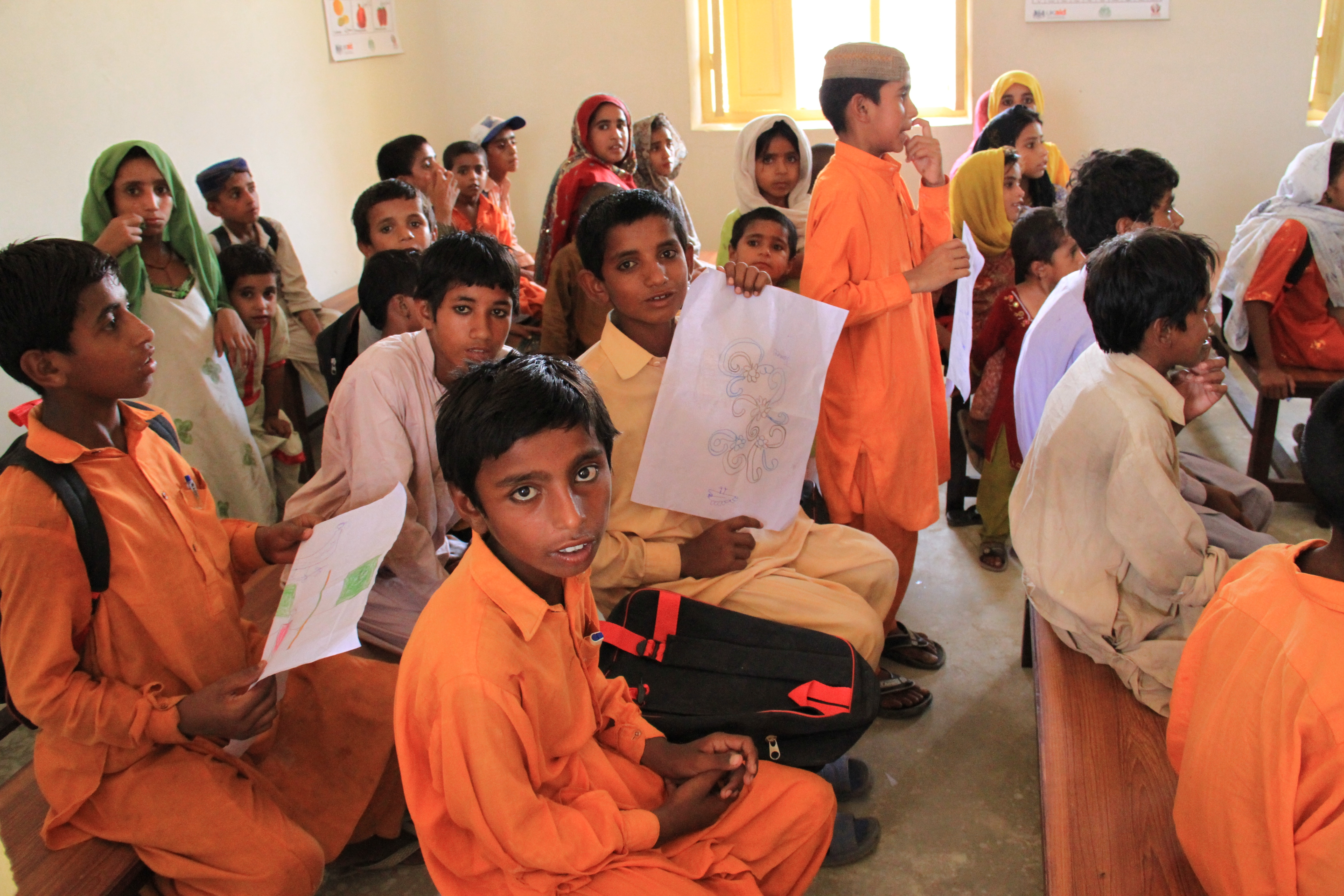
Enfants dans une école de la province du Sind.

D'après l'enquête démographique et de santé de 2018, le taux de fécondité au Pakistan est de 3,6 enfants par femme. Pour comparaison, l'indice est de 2,2 en Inde (en 2016) et 2,3 au Bangladesh (en 2014).
|               | 2007 | 2013 | 2018 |
| ------------- | ---- | ---- | ---- |
| Milieu urbain | 3,3  | 3,2  | 2,9  |
| Milieu rural  | 4,5  | 4,2  | 3,9  |
| Total         | 4,1  | 3,8  | 3,6  |

C'est dans les régions tribales et le Gilgit-Baltistan que la fécondité est la plus élevée : 4,8 enfants par femme en moyenne.

### Mortalité

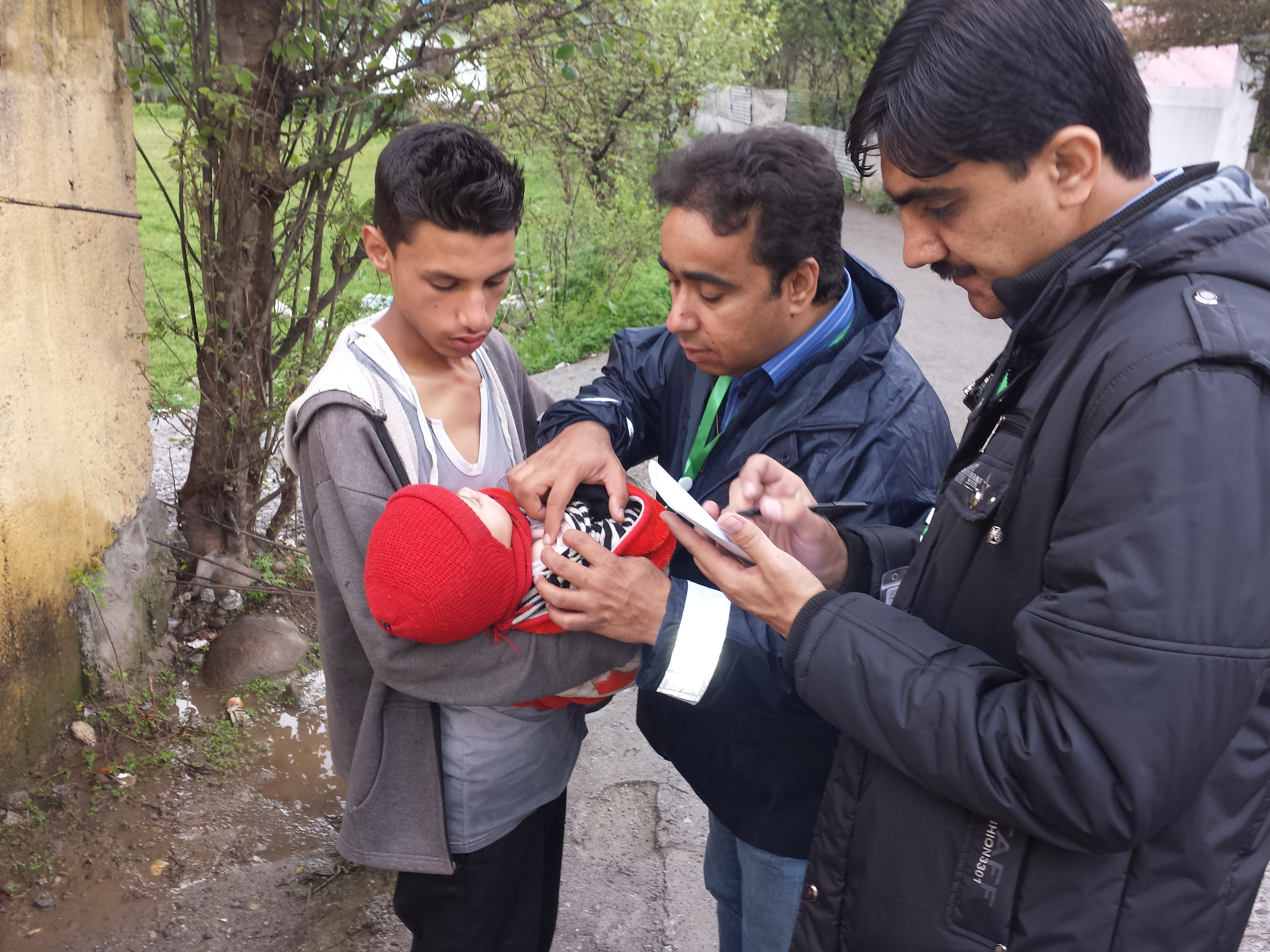
Campagne de vaccination contre la tuberculose à Muzaffarabad.

La croissance démographique du Pakistan s'explique autant par l'important nombre de naissances que par la chute rapide de la mortalité, qui passe de 27 pour mille au début des années 1950 à 7 pour mille vers la fin des années 2010. L'amélioration de l'accès à la santé permet notamment une chute notable de la mortalité infantile et de certaines maladies comme la polio, la tuberculose ou le paludisme grâce à des campagnes de vaccinations. L’espérance de vie est passée de 37 ans peu après l'indépendance du pays en 1947 à 66 ans en 2015.

### Projection
En 2007, l'Institut national d'études démographiques avait prévu que la population du pays atteindra 228,8 millions d'habitants en 2025, or celle-ci atteint 241 millions en 2023, soit une hausse bien plus importante qu'anticipée.
Selon l'ONU, la population du pays devrait atteindre 263 millions d'habitants en 2030 et 338 millions en 2050 puis culminer à 405 millions en 2095 avant de baisser.

## Distribution de la population

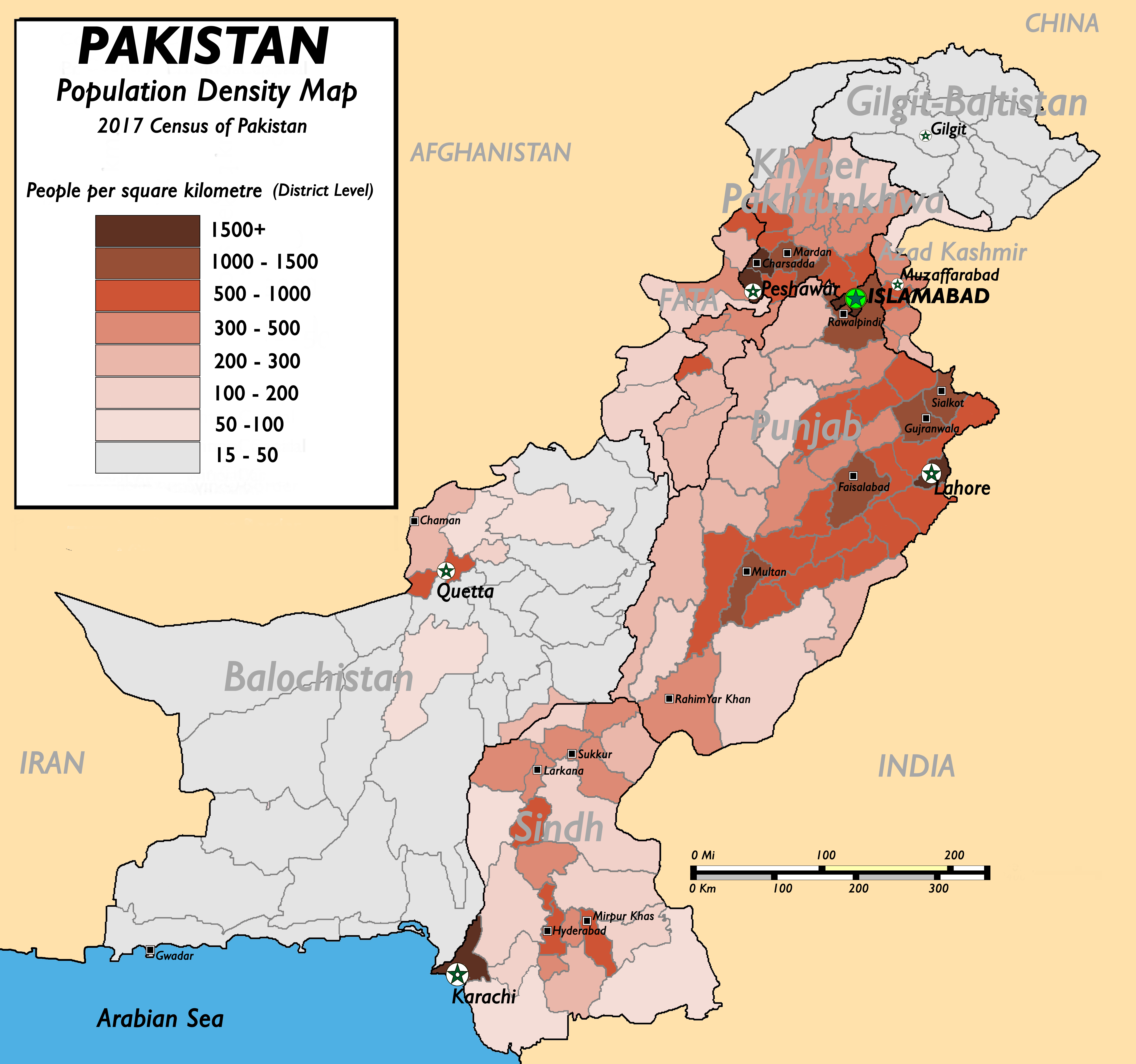
Carte de la densité de population au Pakistan.

La population pakistanaise est particulièrement inégalement repartie sur le territoire. La vaste majorité de la population se concentre dans la vallée de l'Indus. Avec ses terres irriguées et fertiles, la province du Pendjab est la plus peuplée, concentrant près de la moitié de la population du pays, surtout dans sa partie nord qui compte quatre des cinq plus grandes villes du pays.
La province du Sind a pour capitale la ville la plus peuplée du pays, Karachi, mégapole portuaire à la croissance démographique fulgurante et qui abrite la population la plus cosmopolite. À l'inverse, la province du Baloutchistan et le Gilgit-Baltistan sont très peu peuplés.
En 2023, le Pendjab demeure la province la plus peuplée avec 127,68 millions d'habitants. Le Baloutchistan, la province la plus instable du pays, montre le taux de croissance le plus élevé, soit 3,2 % (contre une moyenne nationale de 2,55 %).
|   | Province/Territoire            | Population (rec. 2023) | Part  | Densité (hab./km²) | % pop. moins de 15 ans |
| - | ------------------------------ | ---------------------- | ----- | ------------------ | ---------------------- |
| 1 | Baloutchistan                  | 14 894 402             | 6 %   | 42                 | 50 %                   |
| 2 | Khyber Pakhtunkhwa             | 40 856 097             | 17 %  | 399                | 43 %                   |
| 3 | Pendjab                        | 127 688 922            | 53 %  | 620                | 38 %                   |
| 4 | Sind                           | 55 696 147             | 23 %  | 395                | 42 %                   |
| 5 | Territoire fédéral d'Islamabad | 2 363 863              | 1 %   | 2 029              | 32 %                   |
| 6 | Azad Cachemire (2017)          | 4 045 366              | (2 %) | 344                | -                      |
| 7 | Gilgit-Baltistan (2017)        | 2 441 523              | (1 %) | 17                 | -                      |

## Composition ethno-linguistique

Répartition géographique des groupes ethniques.

Le Pakistan compte une importante diversité ethnique et linguistique, la langue maternelle étant par ailleurs souvent liée au groupe ethnique. Le pays est toutefois relativement dominé par les Pendjabis qui comptent pour près de la moitié de la population (48 %) depuis la sécession du Bangladesh en 1971. Les Sindis ont longtemps formé le deuxième groupe ethnique jusqu'à être dépassé par les Pachtounes, les deux groupes formant près de 15 % de la population chacun en 2017. Les Saraikis (8 %), les Muhadjirs (7 %) et les Baloutches (4 %) forment les autres groupes importants.
Le pays compte toutefois de nombreux groupes ethniques et linguistiques très minoritaires, avec par exemple des langues comme l'hindko, le brahoui ou le bourouchaski. Le pays compte aussi près de cinq millions d'immigrants sans papiers, surtout des Afghans et Bangladais.
| Ethnie     | % de la population | Langue    | % de la population |
| ---------- | ------------------ | --------- | ------------------ |
| Pendjabis  | 44,7 %             | pendjabi  | 48 %               |
| Pachtounes | 15,4 %             | pachto    | 8 %                |
| Sindis     | 14,2 %             | sindi     | 12 %               |
| Saraikis   | 8,4 %              | saraiki   | 10 %               |
| Muhadjirs  | 7,6 %              | ourdou    | 8 %                |
| Baloutches | 3,6 %              | baloutchi | 3 %                |
| Autres     | 6,1 %              | autres    | 11 %               |